# Tom Randall (homme politique)
Thomas William Randall (né le 4 juillet 1981), est un homme politique du Parti conservateur britannique qui est député de Gedling de 2019 à 2024.

## Biographie
Randall est né et grandit à Arnold, dans le Nottinghamshire, où il fréquente la Redhill Academy. Il étudie le droit à l'Université d'Oxford, puis exerce la profession d'avocat pendant deux ans. Il travaille pour une association professionnelle avant de devenir député.
Randall se présente aux élections locales en 2018 pour Tower Hamlets, mais manque de sept voix de remporter l'un des deux sièges de Canary Wharf .
Randall est sélectionné pour Gedling pour le Parti conservateur pour les élections générales de 2019. Il bat le député travailliste Vernon Coaker avec une majorité de 1,4%, soit 679 voix. Cela en fait du siège l'un des plus marginaux du pays.